# Antipodectes
Antipodectes is een geslacht van rechtvleugeligen uit de familie sabelsprinkhanen (Tettigoniidae). De wetenschappelijke naam van dit geslacht is voor het eerst geldig gepubliceerd in 1985 door Rentz.

## Soorten
Het geslacht Antipodectes omvat de volgende soorten:
- Antipodectes bituberculatus Rentz, 1985
- Antipodectes brevicaudus Rentz, 1985
- Antipodectes giganteus Rentz, 1985
- Antipodectes graminicolus Rentz, 1985
- Antipodectes memorialis Rentz, 1985
- Antipodectes monteithi Rentz, 1985
- Antipodectes uncinatus Rentz, 1985